# اودابالگاما
اودابالگاما (به لاتین: Udabalgama) یک منطقهٔ مسکونی در سری‌لانکا است که در استان جنوبی (سری‌لانکا) واقع شده‌است.